# 皮埃尔桥
44°50′18.47″N 0°33′46.98″W / 44.8384639°N 0.5630500°W

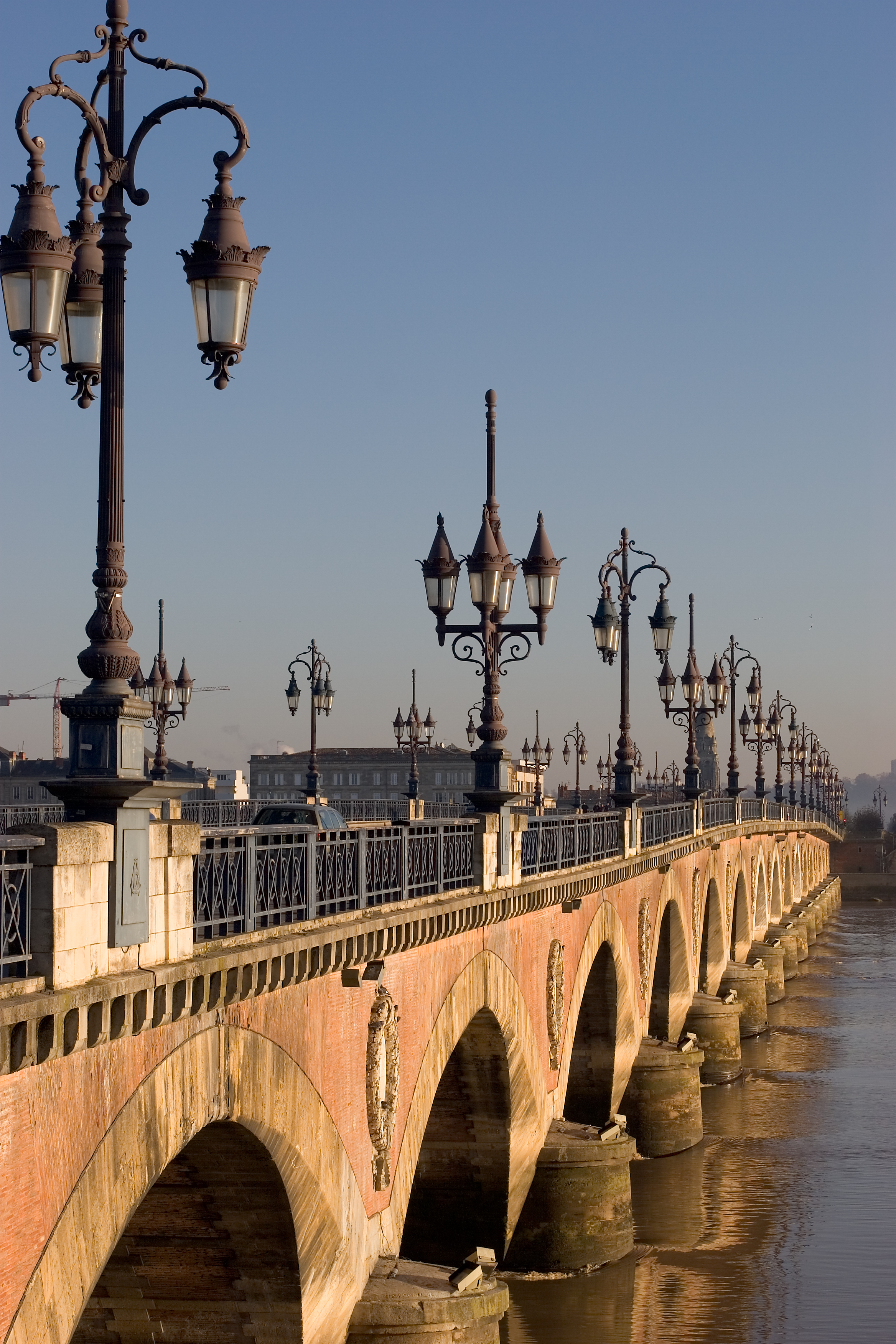
皮埃尔桥

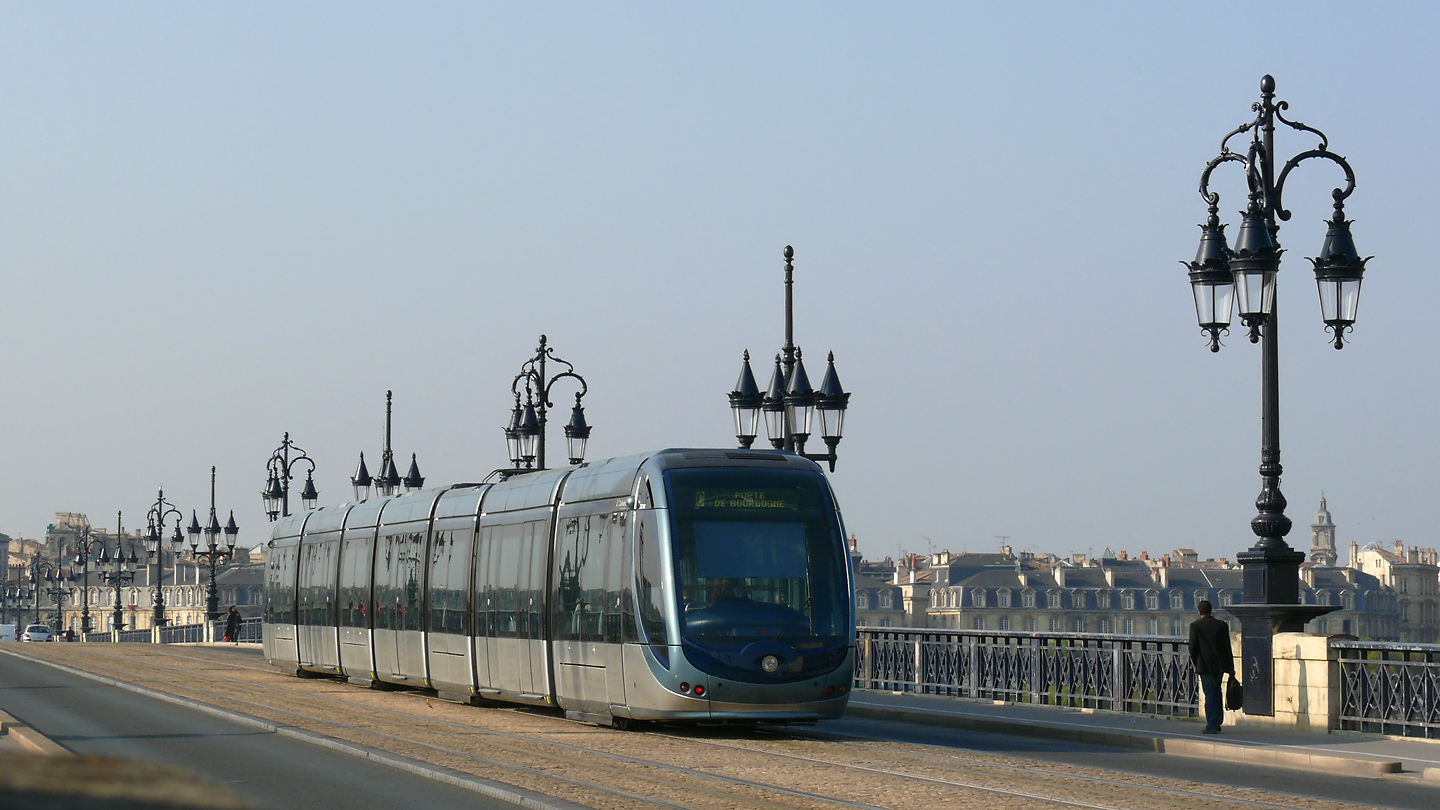
波爾多電車通过皮埃尔桥

皮埃尔桥（Pont de pierre）是法国波尔多一座跨越加龙河的桥梁，连接左岸的维克多雨果林荫道和右岸的梯也尔大街。
皮埃尔桥是加龙河上的第一座桥梁，修建于1819年到1822年。在这三年中，建造者由于河中强烈的潮流而面临许多挑战。他们从英国借来潜水钟稳定桥梁的支柱。它有17个拱（拿破仑名字的字母数字）。直到1965年兴建圣让桥之前，皮埃尔桥一直是唯一的桥梁。 
2004年4月26日，波尔多发行了一张面值0.50欧元的旅游邮票，它显示了一列轻轨列车通过皮埃尔桥。